# Leptacis bicolor
Leptacis bicolor (лат.) — вид платигастроидных наездников из семейства Platygastridae. Юго-Восточная Азия: Индонезия (Сула, Манголе).

## Описание
Мелкие перепончатокрылые насекомые (длина 1 мм). Отличаются передними крыльями, которые в 3,4 раз длиннее своей ширины. Нотаули отсутствуют, гиперзатылочный киль развит. Усики 10-члениковые.
Основная окраска коричневато-чёрная и жёлтая (тергит T1 и ноги). Сходен с видом Leptacis orientalis Buhl, 1997 (Филиппины), но отличается цветом и скульптурой, а также с видом Leptacis kierkegaardi Buhl, 1997 (Архипелаг Бисмарка). Вид был впервые описан в 2008 году датским энтомологом Петером Булем (Peter Neerup Buhl, Дания).